# 1992년 동계 올림픽 뉴질랜드 선수단
1992년 동계 올림픽 뉴질랜드 선수단은 프랑스 알베르빌에서 개최된 1992년 동계 올림픽에 참가한 올림픽 뉴질랜드 선수단이다. 이번 대회에서 뉴질랜드가 첫 번째 메달을 땄는데 앤라이스 컨버거가 알파인 스키 여자 회전에서 은메달을 땄다.

## 참조
- 올림픽 공식 결과 보관됨 2012-02-04 - 웨이백 머신